# Колін Гілі
Колін Гілі (англ. Colin Healy, нар. 4 березня 1980, Корк) — ірландський футболіст, що грав на позиції півзахисника.

## Клубна кар'єра
Колін Гілі народився в Корку. Він походив із спортивної родини, його дід Падді Гілі був відомим гравцем у гельський футбол та герлінг, вигравши велику кількість нагород у 1940-ві — 1950-ті роки. Колін же вирішив займатись європейським футболом і навчався у невеличких командах «Баллінколліг» та Вілтон Юнайтед.
У дорослому футболі дебютував 1998 року виступами за «Селтік», в якому провів чотири сезони, взявши участь у 30 матчах чемпіонату. За цей час у 2001 році виборював титул чемпіона Шотландії, а також один раз виграв національний кубок та двічі кубок ліги. Тим не менш основним гравцем «кельтів» Колін стати не зумів і «Ковентрі Сіті» і другого половину сезону 2001/02 провів у клубі другого англійського дивізіону «Ковентрі Сіті».
2003 року Гілі підписав угоду з «Сандерлендом», що також грав у другому за рівнем дивізіоні Англії. Тут Колін швидко став основним гравцем, але у грудні 2003 року він зламав ногу в матчі проти колишнього клубу «Ковентрі Сіті» у зіткненні із Юссефом Сафрі, а у жовтні 2004 року він знову зламав ногу після відновлення тренувань із «Сандерлендом». В результаті ірландець так більше і не зіграв за клуб і у січні 2006 року було оголошено, що термін дії контракту гравця закінчився і півзахисник покинув клуб.
10 березня 2006 року Гілі підписав контракт до кінця сезону з шотландським «Лівінгстоном», після чого 10 серпня 2006 року став гравцем англійського «Барнслі» з англійського Чемпіоншипу. Провівши лише 10 ігор за клуб у всіх турнірах, його контракт був скасований за взаємною згодою і в подальшому він недовго грав у клубі третього англійського дивізіону «Бредфорд Сіті».
20 лютого 2007 року Гілі підписав дворічний контракт з «Корк Сіті» з рідного міста. Втім ФІФА вирішила, що гравець не може грати за клуб, посилаючись на правило, яке забороняє гравцям переходити між клубами більше двох разів за 12-місячний період між липнем та червнем. Тому офіційно лише 1 липня 2007 року Гілі отримав право грати за «Корк Сіті», після чого швидко став основним гравцем команди і допоміг їй того ж року виграти Кубок Ірландії.
2009 року Гілі вирішив знову відправитись до Англії, де став гравцем «Іпсвіч Таун», але у клубі не зумів закріпитись і здавався в оренду до шотландського «Фолкерка», а 2012 року повернувся до «Корк Сіті», за який відіграв ще 5 сезонів. Більшість часу, проведеного у складі «Корк Сіті», був основним гравцем команди. Після того як 2016 року виграв з командою Кубок Ірландії і Кубок Президента, в кінці того ж сезону завершив професійну кар'єру футболіста.

## Виступи за збірні
У складі юнацької збірної Ірландії (U-20) поїхав на молодіжний чемпіонат світу 1999 року в Нігерії, де забив у матчі групового етапу з Австралією (4:0) гол, а збірна дійшла до 1/8 фіналу.
2002 року дебютував в офіційних матчах у складі національної збірної Ірландії. Протягом кар'єри у національній команді, яка тривала 2 роки, провів у її формі 13 матчів, забивши 1 гол.

## Титули і досягнення
- Чемпіон Шотландії (1):

«Селтік»: 2000–01
- Володар Кубка Шотландії (1):

«Селтік»: 2000–01
- Володар Кубка шотландської ліги (2):

«Селтік»: 1999–2000, 2000–01
- Володар Кубка Ірландії (2):

«Корк Сіті»: 2007, 2016
- Володар Кубка Президента (1):

«Корк Сіті»: 2016